# A Moment Like This
"A Moment Like This" em português: Um Momento Como Este é o primeiro single lançado pela cantora norte-americana Kelly Clarkson, mais tarde incluído em seu álbum de estréia, Thankful. Esse é o primeiro número um dela no Hot 100 (lista dos singles mais vendidos e tocados nas rádios dos EUA) da Billboard.

## Informação geral
A canção foi escrita por Jorgen Elofsson e John Reid para o vencedor da primeira temporada do reality show de canto da FOX, American Idol. Como resultado, os quatro finalistas, Clarkson, Justin Guarini, Tamyra Gray e Nikki McKibbin, gravaram cada um, sua própria versão da canção no caso de um deles ganharem.

## O videoclipe
O videoclipe de "A Moment Like This" é relativamente simples, e mostra Clarkson num teatro abandonado. Algumas imagens dela competindo no American Idol e se emocionando ao ganhar o programa também são mostradas.

## Performance nos rankings norte-americanos
Como foi o primeiro single lançado de um vencedor do American Idol, muita pressão foi colada para que "A Moment Like This" se saísse bem nos rankings norte-americanos da Billboard. Singles do programa irmão do American Idol, o Pop Idol do Reino Unido, foram hits, mais os críticos discutiram que o mercado de música norte-americano era diferente do britânico. Kelly provou que os críticos estavam errados quando seu single se tornou um sucesso da noite para o dia, atingindo o número 1 da Billboard Hot 100 por duas semanas consecutivas. Com o lançamento de seu single, Kelly quebrou o recorde dos Beatles no Hot 100, de maior "pulada" até o número 1 numa única semana, da 52a. posição para a primeira. Só na primeira semana, o single atingiu quase a venda dos outros 100 primeiros colocados juntos! Porém, esse recorde foi quebrado pelo cantor Taio Cruz, que pulou da 53a. posição para a primeira.

### Maiores posições atingidas pelo single em alguns rankings
| Ranking (2002)                  | Maior Posição Atingida |
| ------------------------------- | ---------------------- |
| Canadian Singles Chart (Canadá) | 1                      |
| World Chart Show (Mundo)        | 23 (2 semanas)         |
| U.S. Billboard Hot 100 (EUA)    | 1 (2 semanas)          |
| European Hot 100 Singles        | 3                      |

| 1  | 27 | 1.055.000 |
| 2  | 29 | 1.055.000 |
| 3  | 25 | 1.055.000 |
| 4  | 28 | 1.055.000 |
| 5  | 27 | 1.055.000 |
| 6  | 23 | 1.055.000 |
| 7  | 23 | 1.055.000 |
| 8  | 28 | 1.055.000 |
| 9  | 31 | 1.055.000 |
| 10 | 32 | 1.055.000 |
| 11 | 35 | 1.055.000 |
| 12 | 38 | 1.055.000 |